# 낭배 형성

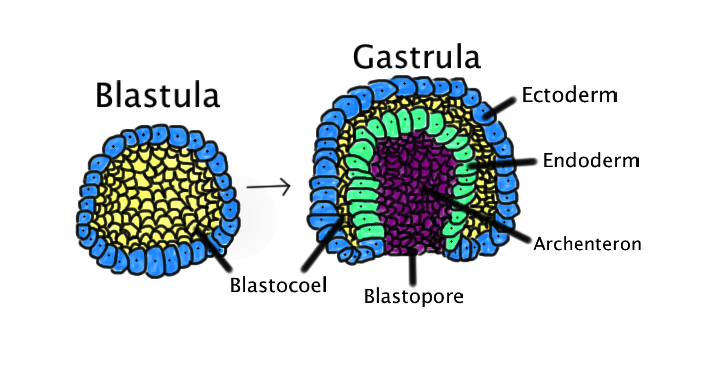
낭배 형성은 단일 층으로 된 포배가 안으로 접히고 크기가 증가하여 낭배를 형성하는 과정이다. 푸른 색은 외배엽, 초록색은 내배엽, 포배강(난황낭)은 노란색, 원장은 보라색으로 표시하였다.

낭배 형성(Gastrulation)은 초기 발생 중 장래의 발생 운명을 결정짓는 대대적인 세포 이동 과정이다. 포배기 이후 각 할구는 세포 분열 속도가 현저하게 떨어지는 대신에 재배열되어 위치가 변화하고, 그 결과 배아는 각 기관을 생성하는 배엽을 갖게 된다.
낭배(gastrula)와 낭배 형성(gastrulation)이라는 단어는 에른스트 헤켈(독일어: Ernst Haeckel)이 1872년 그의 저서 《석회해면류 생물학(Biology of Calcareous Sponges)》에서 고안하였다.

## 초기 발생의 개요
세포 분열 중에 세포질 분열을 하여 세포를 반으로 쪼개는 과정에서 분열구라고 불리는 자국이 생긴다. 개구리의 경우 처음 두 번의 양극을 연결하는 방향으로 일어나 결과적으로 4개의 동일한 크기의 할구가 만들어진다. 거듭되는 난할의 결과 수정란은 내부에 액체로 채워진 공간을 갖는 포배로 발전하고 이어서 내부에 외부와 통하는 주머니를 갖는 낭배가 형성된다. 낭배는 체계적인 세포의 움직임과 세포 형태의 변화에 의해 일어나며 그결과 외배엽, 중배엽, 내배엽의 세 배엽이 형성된다.
낭배 형성은 난할과 원조(primitive streak)가 형성된 이후에 일어나고, 낭배 형성 이후에는 각 배엽에서 기관 형성이 일어난다. 외배엽에서는 표피 그리고 신경능선이 형성된다. 중배엽은 외배엽과 내배엽 사이에 존재하며 이후 원체절(somite)이 되는데 여기에서 근육, 갈비뼈와 척추의 연골, 진피, 척삭, 혈액과 혈관, 뼈, 결합 조직이 분화한다. 내배엽에서는 소화계와 호흡계의 상피 조직이 분화한다.
낭배 형성에 이어서 세포는 연속된 세포 층 즉 상피 조직과 같은 모양으로 정렬되거나 중간엽과 같은 낱낱의 세포로 분리된다.

## 삼배엽성 동물의 낭배 형성
각 생물에서 낭배 형성이 일어나는 시간과 분자 기작은 모두 다르다. 그러나 삼배엽성 동물은 공통된 특성을 갖는다.
- 배아의 위상적 구조 변화 : 단일 연결 공간인 구(sphere) 형태에서 원환체(torus)와 같은 형태로 바뀐다.
- 내배엽, 중배엽, 외배엽 세 유형 중 하나로 분화한다.
- 다수의 내배엽 세포는 소화 기능을 갖는다.

### 세포의 이동 방식
동물계의 각 종마다 낭배 형성 양상은 매우 다르지만 기본적으로 낭배 형성 중 일어나는 세포 이동 유형을 다섯 종류로 나눌 수 있다. 모든 동물의 낭배 형성 중에 몇 가지 유형의 세포 이동이 동시에 일어난다.
- 함입(invagination) : 세포층이 안으로 접힘. 성게의 내배엽은 함입을 통해 형성된다.
- 회절(involution) : 확장하는 바깥층의 세포가 그 층의 기저면을 따라 말려올라감. 양서류의 중배엽이 이렇게 형성된다.
- 이입(ingression) : 배아의 표면층을 이루는 세포들이 간충직세포가 되어 독립적으로 이동함. 성게의 중배엽과 초파리의 신경모세포가 이입을 통해 형성된다.
- 분층(delamination) : 하나의 세포층이 두 층으로 분리하거나 이동함. 포유류와 조류의 하배엽은 분층을 통해 형성된다.
- 외적(epiboly) : 외배엽의 한 층의 세포가 다른 층에 비하여 팽창함. 분열하는 세포나 형태 형성(morphogenesis)중인 세포, 여러 층 사이로 끼어드는 세포층에서 일어난다. 양서류와 성게 및 피낭동물의 외배엽이 외적을 통해 형성된다.

## 양막류의 낭배 형성

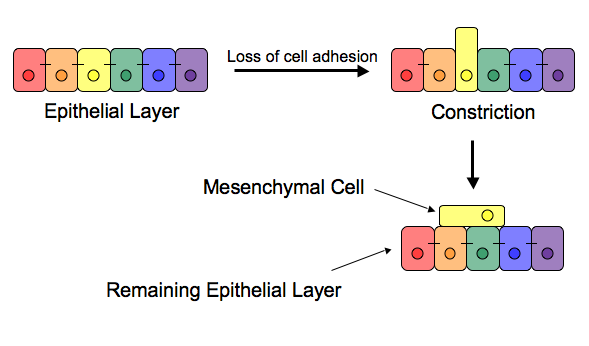
상피-간충직 이행. 세포가 부착 능력을 잃고 새로운 중간엽 세포로 압출된다.

양막류의 낭배 형성은 다음 순서대로 일어난다.
1. 배아의 대칭성이 깨진다.
2. 원시선조가 형성된다.
3. 원시선조 부근의 위판 세포가 상피에서 중간엽으로 바뀐다. 이 과정을 상피-간충직 이행이라고 한다.
4. 중간엽이 된 개별 세포가 원시선조에서 떨어져 나와 이입하고 배엽을 형성한다.

### 대칭성 잃음
낭배 형성을 준비하는 배아는 가까운쪽-먼쪽 축(anterior-posterior axis)과 앞-뒤 축(anterior-posterior axis)을 따라서 대칭성을 잃고 구분되어야 한다(비대칭적이어야 한다). 가까운쪽-먼쪽 축은 배아가 가까운 쪽 끝에서 난원통(egg cylinder)을, 먼 쪽 끝에서 위판을 형성할 때 생성된다. 난원통은 배아 외 조직을 구성하며 이후 태반과 같은 구조로 발달한다. 뼈 형성 단백질(bone morphogenetic protein, BMP), 섬유아세포 성장인자(fibroblast growth factor, FGF), nodal 신호경로, 윈트 신호전달 경로 등 다수의 신호전달경로가 세포 재구성에 관여한다. 아래판이 위판을 감싼다. 먼쪽내장내배엽(distal visceral endoderm, DVE)이 배아의 앞쪽으로 이동하여 앞쪽내장내배엽(anterior visceral endoderm, AVE)이 된다. 이 과정으로 인해 앞-뒤 대칭이 깨지고, nodal 신호경로가 관여한다.

### 원시선조 형성
원시선조(Primitive streak)는 낭배 형성이 시작되면서 형성된다. 원시선조는 배아 외 조직과 배아 뒤쪽의 위판, 그리고 이입이 일어나는 장소 사이의 연결부에 존재한다. 원시선조를 형성하는 신호는 콜러 낫(Koller's sickle)의 nodal 신호 와 배아 외 조직의 뼈 형성 단백질 4 신호이다. 이어서 Cer1과 Lefty1이 nodal 신호경로에 길항작용을 하여 원시선조가 적당한 곳에 위치하도록 제한한다. 원시선조는 계속해서 먼쪽 끝으로 자란다.
초기 발생 과정 중에 원시선조는 좌우대칭성을 형성하고 낭배 형성 위치를 결정하며 배엽 만들기를 시작한다. 파충류와 조류 및 포유류는 원시선조를 형성할 때 중심선이 될 곳을 따라서 간충직세포를 정렬하여 낭배와 배엽을 형성하는 과정 중에 세포가 이입할 공간 뿐만 아니라 배아의 첫 번째 축을 만든다. 원조는 이 중심선을 따라 뻗어나가서 몸의 앞-뒤 축을 만든다. 이는 발생 중 최초로 대칭성을 깨는 사건이며, 낭배 형성을 시작하는 계기가 된다. 이 과정을 통하여 중배엽과 내배엽 전구체가 이입하고 최종 위치까지 이동하여 세 개의 각 배엽으로 분화한다. 세포 부착 및 신호 분자인 β-카테닌은 위치에 따라 낭배 형성을 개시하는 역할을 하는 영역에 주요한 영향을 미친다.

### 상피-간충직 이행 및 이입
세포가 상피에서 위판으로 이동하여 원시선조와 새로운 배엽을 형성하기 위해서는 상피-간충직 이행(EMT)을 거쳐 세포-세포 부착과 같은 상피적 특성을 버려야 한다. 섬유아세포 성장인자(FGF)는 정상적으로 EMT가 일어나기 위해 필수적이다. FGFR1이 Snail1의 발현을 증가시키고, 이로 인해 E-카드헤린의 발현이 낮아지고 따라서 세포는 부착성을 잃는다. EMT 이후 세포는 원조를 통해 이입하여 새로운 배엽을 형성하기 위하여 흩어지거나 기존의 세포층에 끼어든다. FGF8이 원시선조에서 세포가 흩어지는 기작에 관여한다.

## 같이 보기
- 발생
- 초기 발생
- 후기 발생